# Anopheles jacobi
Anopheles jacobi är en tvåvingeart som beskrevs av Hill och Haydon 1907. Anopheles jacobi ingår i släktet Anopheles och familjen stickmyggor. Inga underarter finns listade i Catalogue of Life.